# ناوسیکا بونین
ناوسیکا بونین (زاده ۲۸ آوریل ۱۹۸۵) بازیگر اسپانیایی تئاتر، فیلم و تلویزیون است. بونین کار خود را به عنوان بازیگر در سنین جوانی با شرکت در نمایشنامه‌هایی مانند نامه‌هایی به دختران، داستان‌هایی از جنگل‌های وین یا مکان زیبا آغاز کرد. در سال ۲۰۰۵ او در فیلم زندگی سلیا اثر آنتونیو چاواریاس شرکت کرد و در آن نقش آسترید را بازی کرد.

## فیلم‌ها
- آندریا (۱۹۹۶)
- من نمی‌توانم خداحافظی نکنم (۱۹۹۷)
- سایه ای در مسیر من (۲۰۰۴)
- بهترین من (۲۰۰۶)
- لاس ویداس د سلیا (۲۰۰۶)
- زندگی غم‌انگیز (۲۰۰۷)
- کمپینگ (۲۰۰۷)
- طراحی توسط دیوید (۲۰۰۷)
- سه روز با خانواده (۲۰۰۹)
- الیزا کی (۲۰۱۰)
- بارسلونا، شهر بی‌طرف (۲۰۱۱)
- جسد (۲۰۱۲)
- فاسمن (۲۰۱۴)
- آدم‌ربایی (۲۰۱۶)
- نور النا (۲۰۱۶)
- من میدونم تو کی هستی (۲۰۱۷)
- نور النا (۲۰۱۷)
- مأمور مخفی (۲۰۲۴)

## سریال‌های تلویزیونی
| سال       | عنوان                      | کانال              | شخصیت             | مدت زمان |
| --------- | -------------------------- | ------------------ | ----------------- | -------- |
| ۲۰۰۵–۲۰۰۹ | ال کور دی لا سیتا          | تلویزیون ۳         | ساندرا بنجمیا     | ۱۲۰ قسمت |
| ۲۰۰۸      | پارادیم                    | تلویزیون ۳         | جینیبرا           | ۱۱ قسمت  |
| ۲۰۱۱      | خانواده مقدس               | تلویزیون ۳         | مارتا             | ۱ قسمت   |
| ۲۰۱۱      | بارسلونا، سیتا خنثی        | تلویزیون ۳         | گلوریا            | دو قسمت  |
| ۲۰۱۳      | فامیلا: راهنمای زنده ماندن | تلسینکو            | ناتالیا اوکندو    | هفت قسمت |
| ۲۰۱۵–۲۰۱۶ | شهرها                      | تلویزیون ۳         | سوفیا گیررو       | ۴ قسمت   |
| ۲۰۱۶      | رامون دی لوس زیتون         | یوتیوب             | اون خودش          | ۱ قسمت   |
| ۲۰۱۷      | خدمت و محافظت              | ۱                  | لورا اسکالدا لوپز | ۱۴۹ قسمت |
| ۲۰۱۷      | من چه کسی هستم             | تلسینکو            | چارری             | هفت قسمت |
| ۲۰۱۹      | عشق غذایی                  | HBO اسپانیا        | بازیافت           | ۱ قسمت   |
| ۲۰۱۹      | روزهای کریسمس              | نتفلیکس            | سوفیا             | ۱ قسمت   |
| ۲۰۲۰      | فوسا                       | TV3 / À PuntÀ پوند | آندریا            | ۴ قسمت   |